# Casaca

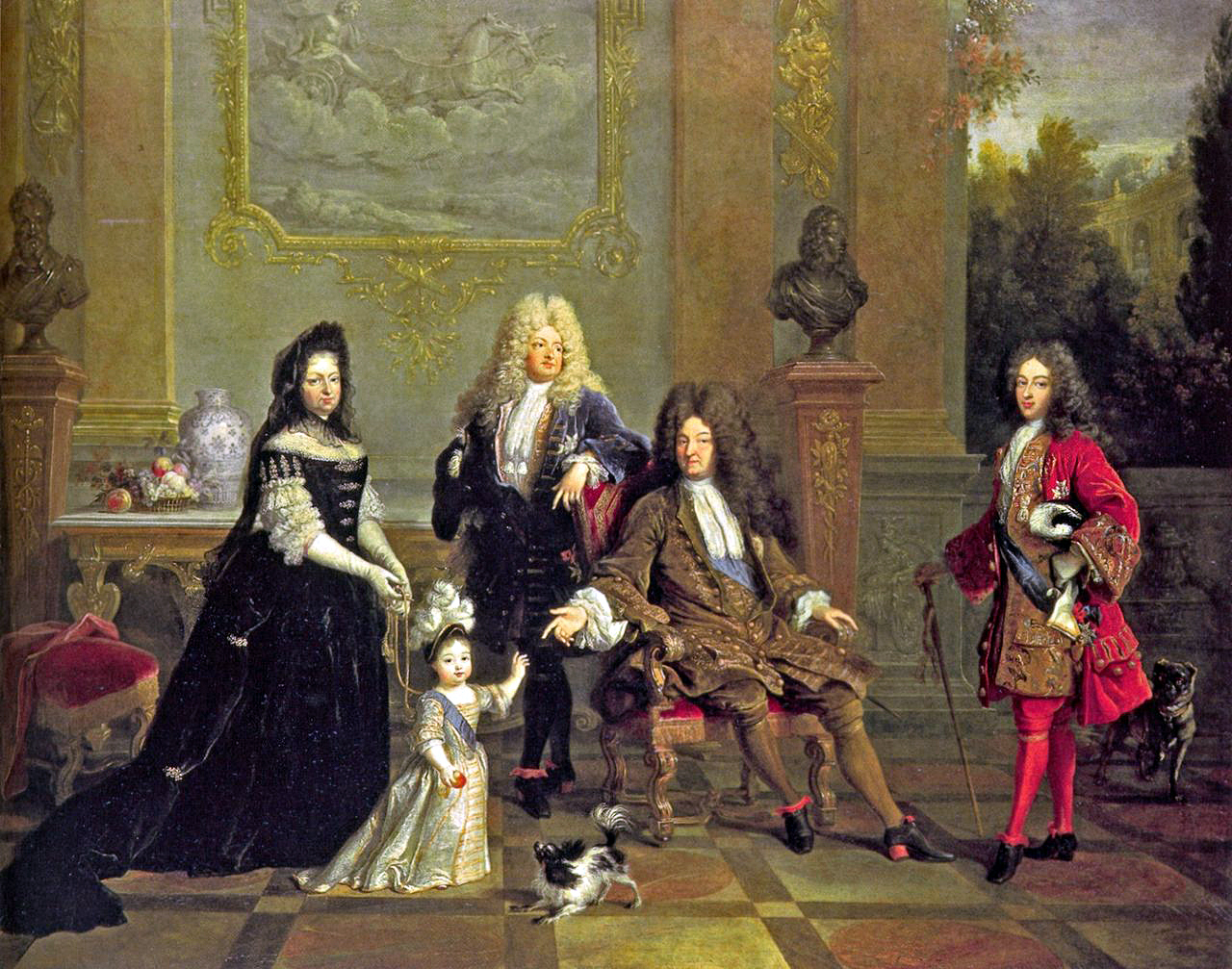
Familia de Luis XIV con casacas.

Se llama casaca a una prenda exterior, generalmente masculina, ya en desuso, que se llevaba ceñida. Se utilizó básicamente desde finales del siglo XVII hasta principios del siglo XIX. Era del estilo de un frac en cuanto a sus dimensiones pero con cuello recto y fuerte de modo que no se doblara y cerrado alrededor del corbatín por delante por unos corchetes muy disimulados. 
Desde el cuello a la cintura, se cerraba con botones, así como por detrás, si bien aquí, por cierto corte que parte desde el talle, caen airosos unos faldones descendiendo hasta las corvas. Las había sencillas, con vivos colores y también de bordados, así como diferentes tamaños. 
Existió una versión femenina de la casaca, menos extendida que la de los hombres, que se empleó en el siglo XVIII. Se inspiraba en la masculina, abrochada por delante y con las aberturas similares a la masculina. Los faldones eran más cortos hasta la altura de las caderas.

## Historia
La casaca fue introducida a mediados del siglo XVII, en Francia, y de ahí se extendió a Europa. Formaba parte junto a la chupa y el calzón del denominado traje a la francesa, que fue el modelo dominante en Europa en la moda masculina a lo largo de gran  parte del siglo XVIII. En tiempos más antiguos, las casacas también fueron empleadas por las mujeres.

## Otros significados
En la actualidad, esta palabra es utilizada para designar distintas prendas, según los países:
- En Perú, Chile y Cuenca (Ecuador), casaca es sinónimo de chaqueta.[3]
- En Argentina y Colombia, casaca es sinónimo de camiseta utilizada por ejemplo por los futbolistas.
- En El Salvador y Honduras, puede significar mentira.

- En Guatemala es sinónimo de mentira: Qué casaca (Qué mentira).